# Büchelberg (Spessart)
Der Büchelberg ist ein 269 m ü. NHN hoher Berg in Aschaffenburg in Bayern.

## Geographie

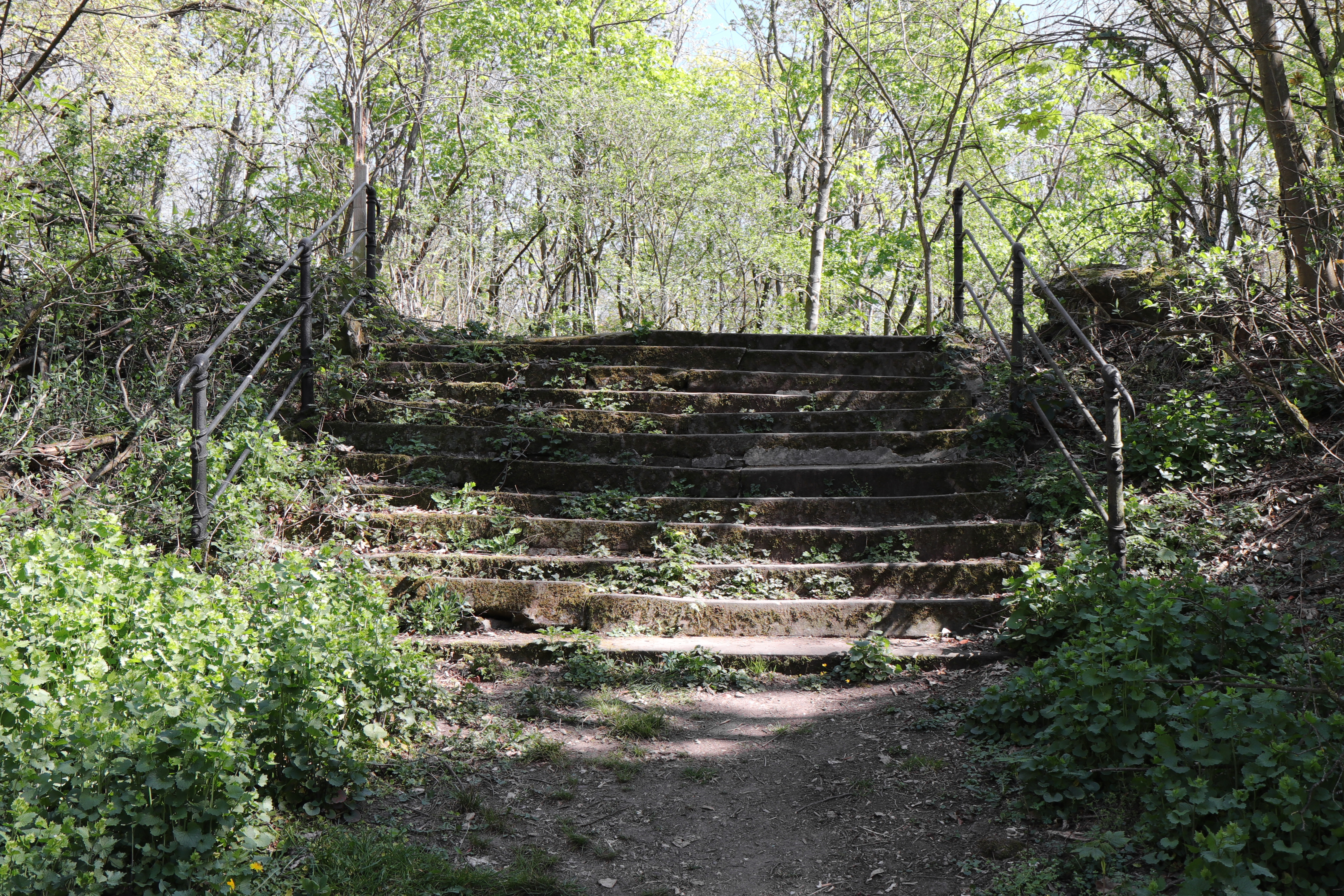
Treppe zum ehemaligen Büchelberghaus

Der Büchelberg liegt im östlichen Stadtgebiet von Aschaffenburg. Am südöstlichen Fuß des Berges verläuft die Grenze zu Haibach. Im Norden schließt sich der Hasenkopf (253 m) und im Nordwesten der Godelsberg (252 m) an. Auf der Südwestseite des fast vollständig bewaldeten Berges befinden sich einige Felsen und aufgelassene Steinbrüche. Am Büchelberg entspringt der Kühruhgraben.

## Geschichte
Auf dem Gipfel des Büchelberges gab es bis 1962 das Büchelberghaus. Dieses Ausflugslokal war erstmals um 1840 als eine weiß gestrichene, weithin sichtbare Schutzhütte, das sogenannte Büchelberger Häuschen, errichtet worden und Mittelpunkt von Volks- und Waldfesten.
1879 wurde der Büchelberg durch Beschluss des Aschaffenburger Stadtmagistrats zusammen mit dem Godelsberg und der Fasanerie als öffentliche Grünanlage gewidmet und durch ortspolizeiliche Vorschriften geschützt.
1891 wurde das Büchelberger Häuschen vom Verschönerungsverein durch ein Ausflugslokal im Stil eines Schweizer Chalets ersetzt. Nach der Übernahme durch die Stadt Aschaffenburg 1921 wurde dieses eine öffentliche Gaststätte. Erhalten geblieben sind lediglich die Aussichtsterrasse mit einer Linde und einer breiten Freitreppe. Im Nordosten und im Südwesten davon befinden sich auf den Schultern des Bergrückens ehemals angelegte Aussichtspunkte: ein von zwei Lärchen markiertes ehemaliges Baumrondell bzw. eine auf die Felskuppe gesetzte Linde. Auch das 1844 errichtete Hohe Kreuz, das allerdings schon auf Haibacher Gemarkung steht, gehört zu dieser von Bürgermeister Adalbert von Herrlein initiierten Parklandschaft.
In den 1960er Jahren bestand am Südhang des Büchelberges ein Munitionsdepot der U. S. Army. Nachdem es dort am 3. April 1967 zu einer Explosion kam, wurde das Depot geräumt. Die Standplätze einiger Munitionsanhänger zeichnen sich noch heute im Geländerelief ab.